# 1971 Hagihara
Hagihara (asteroide 1971) é um asteroide da cintura principal, a 2,7474866 UA. Possui uma excentricidade de 0,0818981 e um período orbital de 1 890,88 dias (5,18 anos).
Hagihara tem uma velocidade orbital média de 17,21751156 km/s e uma inclinação de 8,69476º.
Esse asteroide foi descoberto em 14 de Setembro de 1955 por Goethe Link Obs..